# Sant Longí
|  | Per a altres significats, vegeu «Longí de Vivièrs». |

Longí o Longinus és segons la tradició cristiana el soldat romà que en l'Evangeli segons Joan traspassà el costat de Jesús de Natzaret amb una llança, un cop mort a la creu.
La tradició l'identifica amb el centurió que, segons l'Evangeli, va dir quan Crist morí "Veritablement, aquest home era fill de Déu". La llegenda fa que es convertís al cristianisme. Longinus és venerat com a sant tant en l'Església catòlica com en l'Església Ortodoxa. La seva festivitat se celebra el 16 d'octubre.

## Orígens de la tradició
En cap evangeli canònic es dona un nom a aquest soldat. El seu nom només apareix en el text apòcrif conegut com a Evangeli de Nicodem, afegit a les Actes de Pilat. Posteriorment, altres llegendes afegiren més elements a la seva història, convertint-lo en un màrtir cristià.
El nom prové de la paraula grega λόγχη (lonkhe), que vol dir "llança". Apareix per primer cop en una miniatura siríaca de cap al 586, que il·lustra els evangelis. La llança que va fer servir és la coneguda com a Santa Llança. A les llegendes del Sant Greal és anomenada Llança de Longí i és part important de la llegenda de Percival.
En algunes llegendes medievals, la sang de Crist fa que Longí sani de la seva ceguesa. A les fonts gregues es diu que va ser martiritzat a Gabala (Capadòcia).

### Llegendes
Longí havia nascut a Sardial a la Capadòcia, i era soldat a la Legió Fretensis, a Síria i Palestina cap a l'any 30. Tenia una malaltia als ulls que va sanar amb la sang de Jesús, que li va esquitxar quan va clavar-li la llança. Això va fer que es convertís i es fes cristià.
Va anunciar la Resurrecció de Crist, no volent, com volien les autoritats, dir que els apòstols n'havien robat el cos. Llavors va caure en desgràcia i va haver de deixar l'exèrcit romà; perseguit, es va refugiar a la Capadòcia. Pilat va enviar-hi dos soldats perquè el matessin, per traïdor i per haver contribuït, en haver parlat de la resurrecció, a la difusió del cristianisme. Els soldats no van reconèixer Longí i van demanar-li on podrien trobar-lo; Longí els allotjà a casa seva i, quan els soldats anaven a marxar i li demanaren que volia per la seva hospitalitat, Longí digué: "Jo sóc Longí, el que cerqueu; estic preparat per a morir i el millor regal que em podeu fer és seguir les ordres que us han donat". Els soldats, temerosos de Pilat, van decidir d'executar-lo.
Els soldats portaren a Jerusalem el seu cap i el de dos deixebles seus, que van ser exposats a la porta de la ciutat i llençats a un abocador. Temps després, una dona cega de la Capadòcia, vídua, va viatjar a Jerusalem amb un fill que va morir en arribar. Longí se li aparegué en somnis i li digués on podia trobar el seu cap. Quan la cega el trobà, va recuperar la vista. Longí tornà a aparèixer i li digué que el seu fill era al paradís i que portés el seu cap a Sardial, on havia nascut, i l'hi enterrés.
Una tradició diferent diu que va anar a Itàlia, portant amb ell una esponja xopa amb el sang de Crist. Va ser martiritzat prop de Màntua, on va ser enterrat.

## Veneració
El cos de Longí, es va dir que va ser trobat a Màntua el 1304, amb la Santa Esponja xopa amb la sang de Crist, ja que Longí havia ajudat a netejar-ne el cos quan van baixar-lo de la creu. El cos de Longí va traslladar-se a l'església de San'Agostino de Roma. També a Sardenya es deia que hi havia el cos de Longí. i a les fonts gregues es localitza a Gabala, Cappadocia.
Longí és venerat com a màrtir a les esglésies catòliques, ortodoxes i a l'Església Apostòlica Armènia. Al Martirologi romà no es fa cap menció del martiri: "A Jerusalem, commemoració de Sant Longí, que és venerat com el soldat que va obrir el costat de Nostre Senyor crucificat amb una llança."
Diverses relíquies tenen la pretensió de ser la Santa Llança: les de més anomenades són les conservades a Sant Pere del Vaticà i al Tresor del Palau Imperial de Viena.

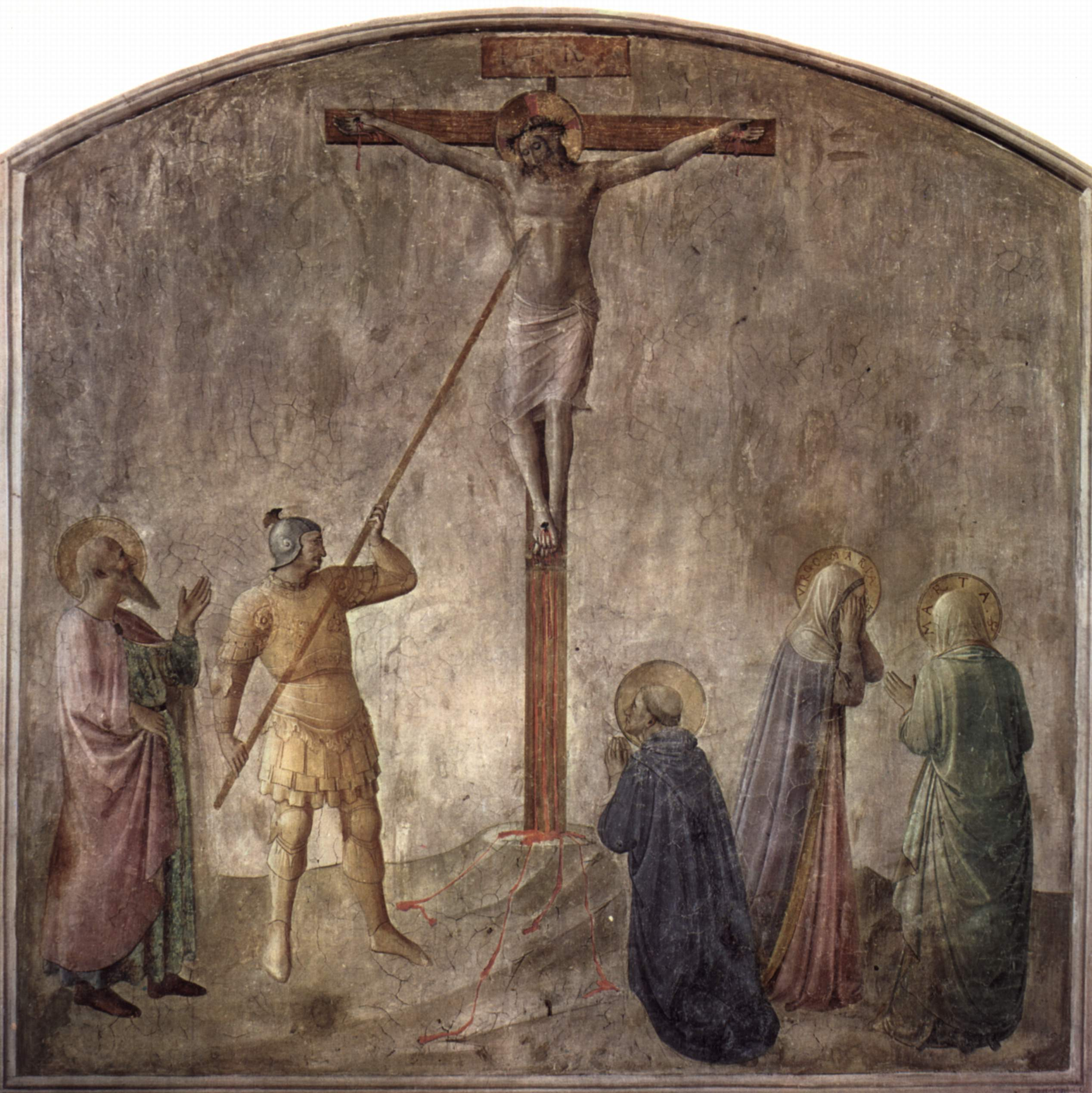
Fresc de Fra Angelico.
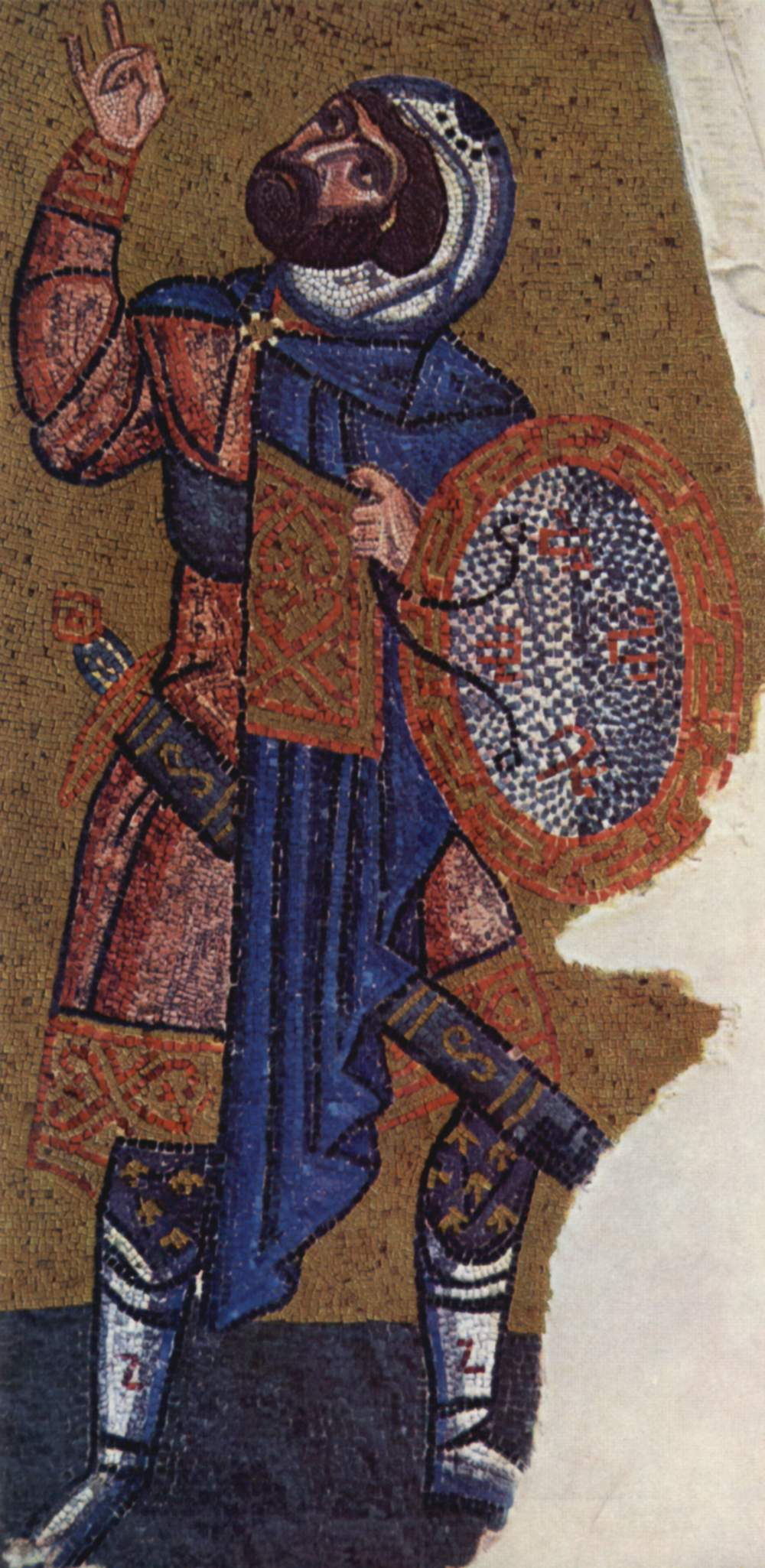
Mosaic de l'església Nea Moni de Quios, 1050
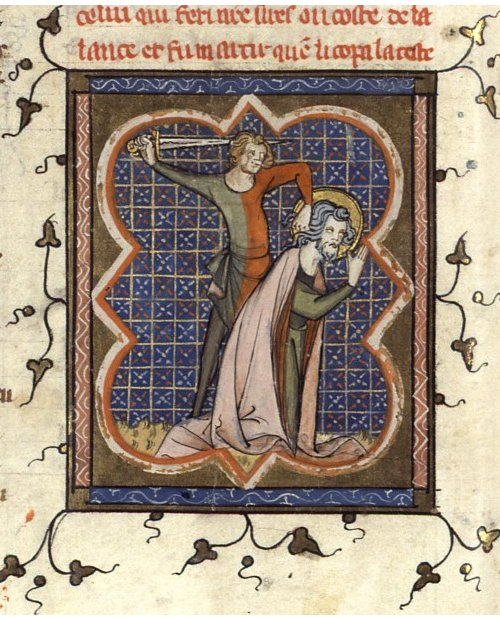
Miniatura del s. XIV, amb el martiri de Longí
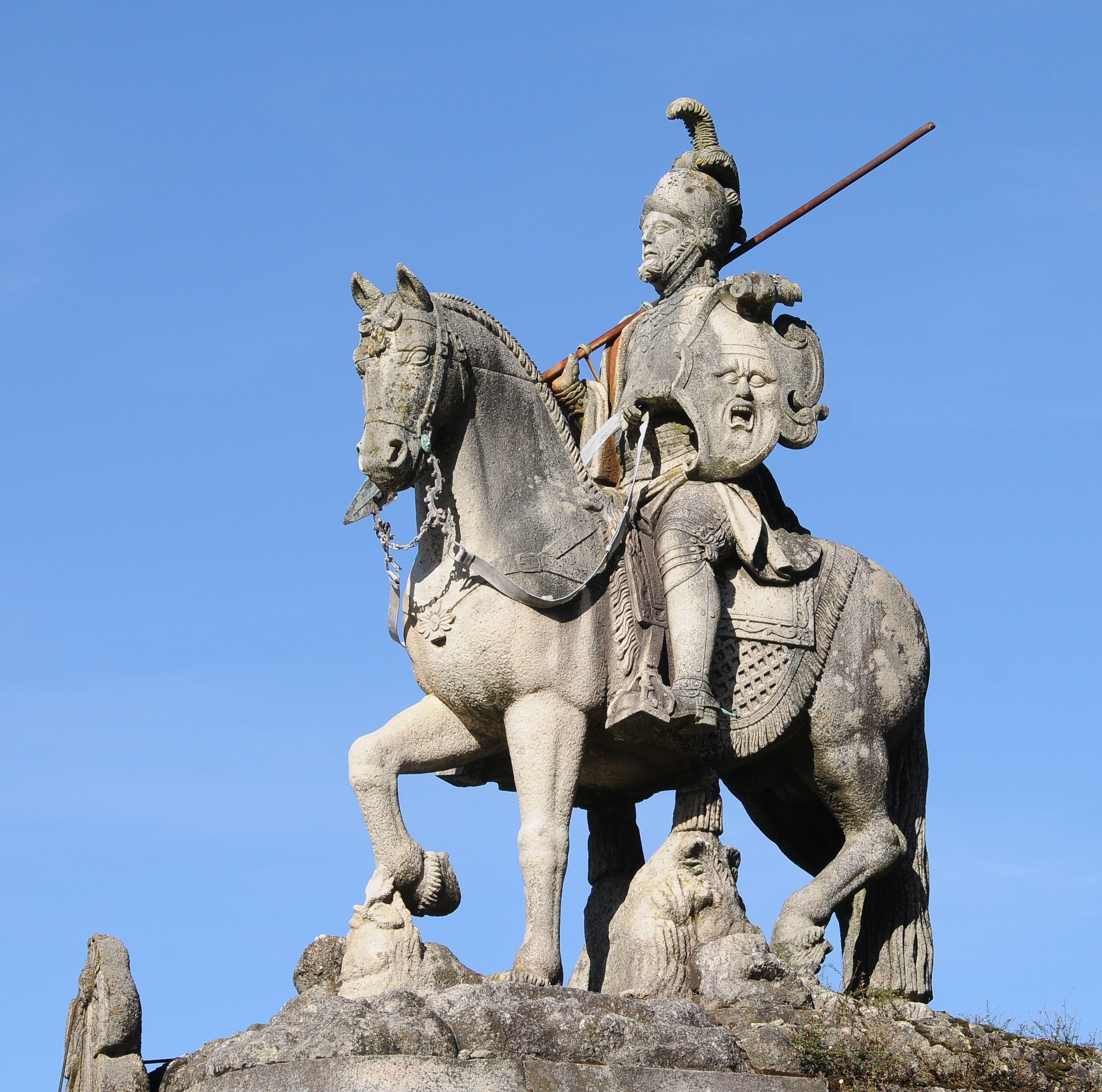
Sant Longí al Bom Jesus do Monte